# Thales Pays-Bas
Thales Pays-Bas B.V. (anciennement Hollandse Signaalapparaten B.V. ou en abrégé Signaal) est une filiale basée aux Pays-Bas de la multinationale française Thales Group.
La société a été fondée en 1922, sous le nom de NV Hazemeyer’s Fabriek van Signaalapparaten, par Hazemeyer et Siemens & Halske pour produire des systèmes de conduite de tir navals. Pendant la Seconde Guerre mondiale, l’usine de l’entreprise a été capturée et pillée par l’armée allemande. Peu après la fin du conflit, les actifs restants ont été nationalisés par le gouvernement néerlandais, la société étant rebaptisée N.V. Hollandsche Signaalapparaten (ou Signaal en abrégé). En 1956, la société d’électronique néerlandaise Philips est devenue le propriétaire majoritaire de Signaal après avoir racheté au gouvernement une grande partie des actions. L’entreprise s’est développée pendant une grande partie de la période de la guerre froide, produisant divers systèmes électroniques et de défense navals pour des clients à travers le monde entier.
En 1990, l’entreprise française d’électronique et de défense Thomson-CSF a acquis Signaal auprès de Philips. En conséquence, Signaal a été rebaptisée Thomson-CSF Signaal. À la suite du changement de nom de Thomson-CSF en Thales en 2000, Thomson-CSF Signaal a été renommé Thales Pays-Bas. Actuellement, la société est principalement impliquée dans les systèmes de défense navale, tels que les capteurs, les radars et les systèmes infrarouges. Les autres domaines d’activité comprennent la défense antiaérienne, les communications, l’optronique, les systèmes de refroidissement cryogénique et les produits de navigation. 

## Histoire

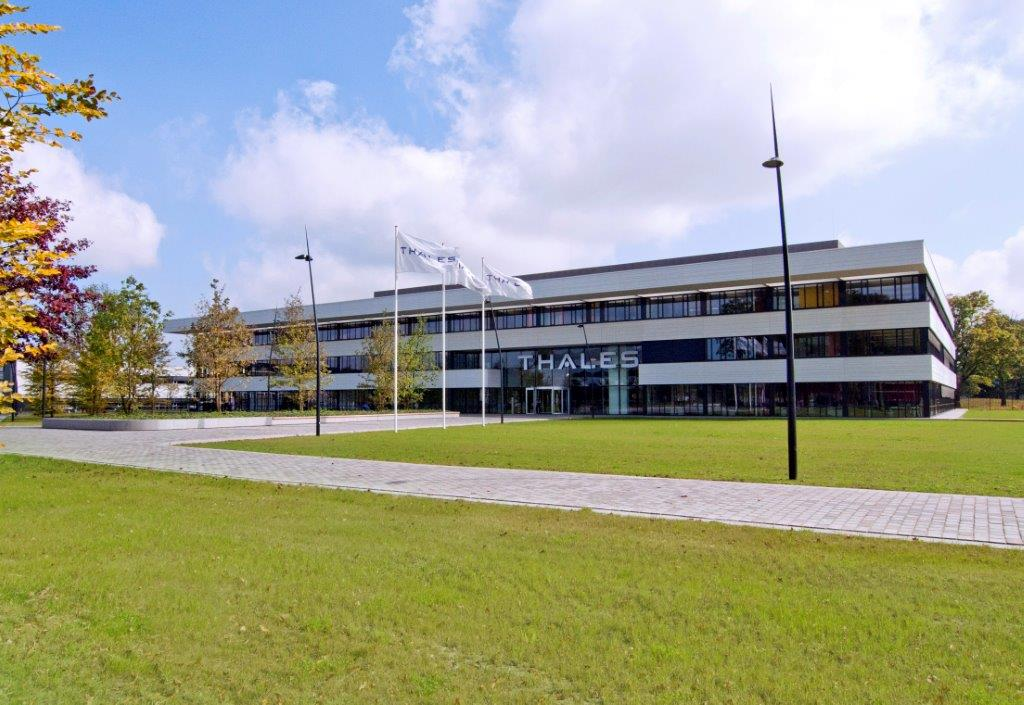
Siège de Thales Pays-Bas à Hengelo

La société a été fondée par Hazemeyer et Siemens & Halske en 1922 dans la ville de Hengelo, aux Pays-Bas, sous le nom de NV Hazemeyer’s Fabriek van Signaalapparaten. Initialement spécialisée dans le développement de systèmes de conduite de tir navals, la société créée aux Pays-Bas était un moyen de contourner les restrictions imposées à l’Allemagne par le traité de Versailles. Il y avait une clause spécifique interdisant à toute entreprise allemande de fabriquer du matériel militaire. Le premier contrat important qui fut obtenu par la société était pour la production des systèmes de conduite de tir du HNLMS Sumatra et du HNLMS Java, deux des croiseurs légers de classe Java de la Marine royale néerlandaise. Tout au long de l’entre-deux-guerres, l’entreprise s’est rapidement développée, gagnant des clients dans des pays tels que la Suède, l’Espagne et la Grèce.
En mai 1940, dans la tourmente de la Seconde Guerre mondiale, l’usine de l’entreprise a été capturée pratiquement intacte par l’armée allemande, qui a envahi le pays pendant la bataille des Pays-Bas. Une forte proportion des employés de l’entreprise a pu s’échapper au Royaume-Uni, où beaucoup ont utilisé leur expertise avec les radars et les systèmes de conduite de tir pour le compte des Alliés. Après la libération des Pays-Bas et la fin du conflit, la plupart des employés ont choisi de rentrer au pays. L’usine elle-même a été pillée et abandonnée par les Allemands.
Dans les années d’après-guerre, le gouvernement néerlandais, conscient de la valeur de l’entreprise en tant que partie intégrante de son industrie de défense, a décidé d’intervenir, nationalisant la société avec ses actifs restants, après quoi elle a opéré sous le nom de N.V. Hollandsche Signaalapparaten (ou Signaal en abrégé). À la fin des années 1940, des bâtiments et des installations neufs ont été construits et du nouveau personnel a été recruté. Au cours de cette période de redressement, plusieurs technologies précieuses et de nouveaux systèmes ont été mis au point dans des domaines tels que le radar, les systèmes de conduite de tir, les ordinateurs et les appareils de contrôle de la circulation aérienne.
En 1956, une grande partie des actions de la société a été achetée au gouvernement néerlandais par la société d’électronique néerlandaise Philips, ce qui en a fait l’actionnaire majoritaire de Signaal. Au cours des décennies suivantes, l’entreprise a développé diverses nouvelles gammes de produits. En 1975, Signaal a commencé à développer ce qui allait devenir le Goalkeeper CIWS, un système autonome d’arme défensive à courte portée. Elle développera et produira le Goalkeeper pendant plus de cinq décennies. Dans la dernière partie des années 1980, une autre filiale de défense de Philips, nommée Usfa, a été partiellement fusionnée avec Signaal, qui est devenu connue sous le nom de Signaal USFA.
Tout au long de la seconde moitié du XXe siècle, l’entreprise a continué à se développer, ouvrant plusieurs usines à travers les Pays-Bas. À la fin de la guerre froide, Signaal s’était développée au point d’avoir des clients dans 35 pays et plus de 5 000 employés. Cependant, la fin de la guerre froide a entraîné de fortes coupes dans les budgets de défense de nombreux pays, ce qui a entraîné une baisse de la demande des clients pour les produits de Signaal, obligeant l’entreprise à se réorganiser et à réduire son personnel.
En 1990, Philips a décidé qu’elle ne voulait plus faire de la défense une activité principale de son portefeuille. C’est ainsi que Signaal a été vendu à l’entreprise française d’électronique et de défense Thomson-CSF. En conséquence, Signaal a été rebaptisée Thomson-CSF Signaal.
À la suite de l’acquisition, divers nouveaux systèmes ont été développés, principalement axés sur l’équipement de défense et les systèmes de gestion de combat. L’entreprise a continué à se spécialiser dans la production de systèmes intégrés de commandement et de contrôle navals, de capteurs et de communications, ainsi que de systèmes de défense aérienne au sol, d’équipements de télécommunications et de services de formation pour des clients du monde entier. Peu de temps après le changement de nom de Thomson-CSF en Thales en 2000, Thomson-CSF Signaal a été renommé Thales Pays-Bas. Depuis lors, l’entreprise a continué à se développer et à rechercher de nouvelles opportunités commerciales. En mai 2001, la société aérospatiale EADS Allemagne et Thales Pays-Bas ont créé une coentreprise, ET Marinesysteme, basée à Wilhelmshaven en Allemagne, pour développer et produire des systèmes de combat naval. La société a participé à divers autres projets avec EADS, qui a depuis été rebaptisé Airbus Group.

## Produits

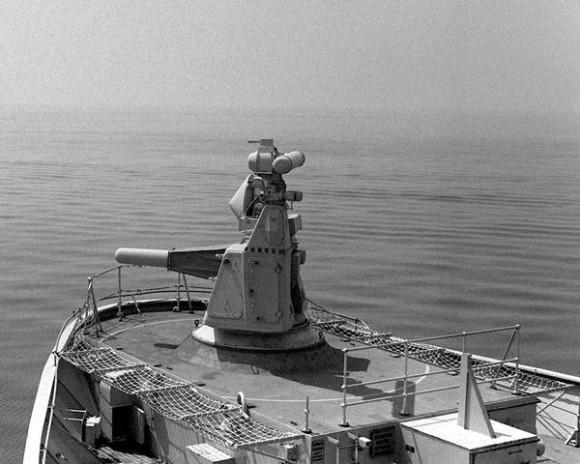
Goalkeeper CIWS sur un porte-avions britannique de classe Invincible

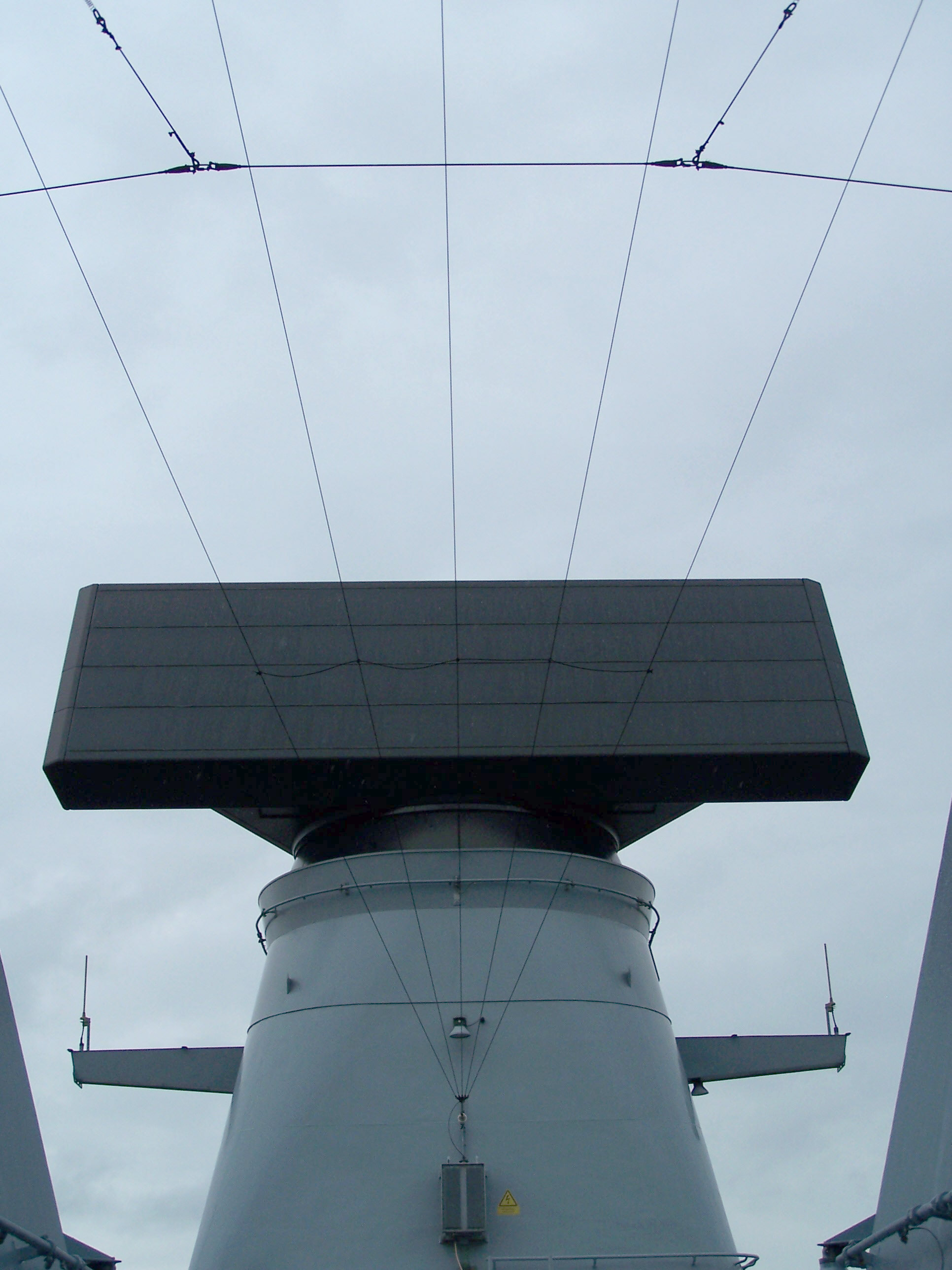
SMART-L à bord du Hessen, une frégate allemande de la classe Sachsen.

### Systèmes et capteurs navals
- TACTICOS : Système de gestion de combat
- NS100 4D : Radar AESA 3D de surveillance aéronavale et de surface
- SMART-L-EWC : Radar multifaisceaux 3D[9].
- I-Mast : boîtier pouvant accueillir tous les principaux radars, capteurs et antennes d’un navire de guerre
- Goalkeeper CIWS : système d’arme autonome et entièrement automatique pour la défense à courte portée[4].
- Gatekeeper : Système de sécurité fixe panoramique à 360° électro-optique
- Radar multifaisceaux Smart-S MK2

### Défense terrestre et C4I
- Sotas Solutions : communications entre véhicules
- SQUIRE Ground Surveillance Radar : radar portatif de surveillance au sol à moyenne portée

### Transports
- OV-chipkaart - système national de cartes à puce pour les transports publics aux Pays-Bas